# Onthophagus sericeicollis
Onthophagus sericeicollis es una especie de insecto del género Onthophagus, familia Scarabaeidae, orden Coleoptera.

Fue descrita científicamente por Boucomont en 1928.